# Paweł Dworak
Paweł Piotr Dworak (ur. 17 września 1974 w Gryfinie) – polski inżynier, doktor habilitowany nauk technicznych. 

## Życiorys
Jest absolwentem Technikum Mechaniczno-Energetycznego im. prof. Maksymiliana Tytusa Hubera w Szczecinie. W 1999 r. ukończył studia automatyki przemysłowej w Politechnice Szczecińskiej i rozpoczął pracę na macierzystej uczelni. W 2005 r. obronił pracę doktorską Dynamiczne odsprzęganie wielowymiarowych obiektów o jednakowej i niejednakowej liczbie wejść i wyjść, w ujęciu wielomianowym napisaną pod kierunkiem Stanisława Bańki, w 2016 r. otrzymał w Zachodniopomorskim Uniwersytecie Technologicznym w Szczecinie stopień doktora habilitowanego. Jego obszarem badań jest analiza i synteza układów sterowania obiektami dynamicznymi MIMO oraz wykorzystanie logiki rozmytej, uczenia maszynowego w układach sterowania.
Pracuje w Zachodniopomorskim Uniwersytecie Technologicznym w Szczecinie. Na Wydziale Elektryczny zajmuje stanowisko prodziekana ds. organizacji i rozwoju. Jest Przewodniczącym Rady Dyscyplin Naukowych w zakresie automatyki, elektroniki, elektrotechniki i technologii kosmicznych.